# 249516 Aretha
249516 Aretha este un asteroid din centura principală de asteroizi.

## Descriere
249516 Aretha este un asteroid din centura principală de asteroizi. A fost descoperit pe 15 februarie 2010 în Statele Unite, în cadrul programului WISE. Asteroidul prezintă o orbită caracterizată de o semiaxă mare de 3,16 ua, o excentricitate de 0,06 și o înclinație de 10,4° în raport cu ecliptica.